# Heel de wereld
A Heel de wereld (magyarul: Az egész világ) dal, amely Hollandiát képviselte az 1958-as Eurovíziós Dalfesztiválon. A dalt az előző év győztese, Corry Brokken adta elő holland nyelven.
A dal a február 11-én rendezett holland nemzeti döntőn nyerte el az indulás jogát, ahol 11 dal versenyzett.
A dal a francia sanzonok stílusában íródott, melyben az énekesnő el akarja mondani a világnak a titkát, mert boldog. Azon gondolkodik, vajon a világ túl elfoglalt ahhoz, hogy boldog legyen, de ez nem csökkenti az örömét. Nem mondja el, hogy miért is boldog.
A március 12-én rendezett döntőben a fellépési sorrendben másodikként adták elő, az olasz Domenico Modugno Nel blu dipinto di blu című dala után és a francia André Claveau Dors, mon amour című dala előtt. A szavazás során egy pontot szerzett, ami Luxemburggal holtversenyben az utolsó helyet érte a tízfős mezőnyben. Ezzel az eredménnyel Corry Brokken az egyetlen előadó, aki az első és az utolsó helyen is végzett.

## Kapott pontok
| Kapott pontok                                                                                 |  |  |  |  |  |  |  |  |  | 1 |
| A tábla a fellépés sorrendjében van rendezve. A szavazás menete fordított sorrendben történt. |  |  |  |  |  |  |  |  |  |   |

## Fordítás
- Ez a szócikk részben vagy egészben  a   Heel de wereld című angol Wikipédia-szócikk ezen változatának fordításán alapul.  Az eredeti cikk szerkesztőit annak laptörténete sorolja fel. Ez a jelzés csupán a megfogalmazás eredetét és a szerzői jogokat jelzi, nem szolgál a cikkben szereplő információk forrásmegjelöléseként.

## Külső hivatkozások
- Dalszöveg
- YouTube videó: A Heel de wereld című dal előadása a hilversumi döntőben